# Лашман, Степан Митрофанович
Степа́н Митрофа́нович Лашман (Авксе́нтьев) (1895—1986) — советский чувашский писатель, драматург и переводчик, корреспондент.

## Биография
Родился 6 августа 1895 года в селе Байдеряково Буинского уезда (ныне Шемуршинский район), в 1907—1911 годы учился в Симбирской чувашской учительской школе, позднее — в строительной школе Симбирского земства.
Участник Первой мировой и Гражданской войн.
С конца 1920 года работал в редакции газеты «Канаш», где опубликовал первое произведение — стихотворение «Наш путь».
В разное время работал корреспондентом ТАСС, редактором литературного вещания Комитета радиоинформации при Совнаркоме ЧАССР, учителем Айбесинской школы Алатырского района, ответственным секретарем редакции альманаха «Тӑван Атӑл», редактором газеты «Сĕнĕ пурнаç», альманаха «Тӑван Атӑл».
Публиковал пьесы, рассказы, фельетоны на чувашском языке. Перевёл на чувашский язык поэму Блока «Двенадцать», рассказ Максима Горького «Челкаш», повесть Серафимовича «Железный поток», также переводил произведения Твена, Гашека.
В 1958 году стал членом Союза писателей СССР.
Очерки и воспоминаний вышли в сборниках «Сполохи» (1960) и «Байдеряковские огни» (1971).

## Произведения
- Ноябрĕн çиччĕмĕшĕ («Седьмое ноября»). Пьеса. 1920.
- Хура çăхансем («Чёрные вороны»).
- Савни енчĕкĕ («Кисет любимой девушки»). Поэма. 1926.
- Тамаша («Светопреставление»). Комедия. 1931.
- Большевикла кĕрешĕве («За большевистскую посевную»). Агитпьесы. 1933.
- Кăвак хуппи (Сполохи, 1960).
- Патирек çутисем (Байдеряковские огни, 1971)